# Vojislav Ilić
Vojislav Ilić (n. 20 aprilie 1860, Belgrad, Principatul Serbiei – d. 2 februarie 1894, Belgrad, Regatul Serbiei) a fost un poet sârb, fiu al scriitorului Jovan Ilić.
A scris o lirică înscrisă în post-romantism, de factură estetizantă, evocatoare a momentelor mitologiei și istoriei civilizațiilor ori a stării de suflet, cu inflexiuni melancolice și elegiace, în imagini de concretețe picturală și muzicalitate a ritmurilor.
A publicat volumul Poezii ("Pesme"), apărut în 1887, apoi în 1889 și 1892.